# Jaume Martí i Cabot
Jaume Martí i Cabot (Badalona, segle xix – ?, segle xx) va ser un fabricant d'anisats i licors i polític republicà català, que va ser alcalde de Badalona dues vegades, durant breus mandats de 1918 a 1919 i el 1923. Posteriorment, es va exiliar a França a causa de la guerra civil.
Fabricant d'anisats i licors amb fàbrica a la riera d'en Folch, l'actual avinguda de Martí Pujol. Va estar casat amb Rosa Caba, amb qui va tenir tres fills, Joaquim, mort a causa d'una ferida a la batalla de l'Ebre el 1938, Enric i Jacinta.
Va participar de la política municipal. Va esdevenir alcalde de Badalona el gener de 1918 arran de les eleccions parcials 1915 i 1917, que mantingueren la situació anterior de majoria de la coalició republicana de l'UFNR i el Partit Radical. El seu mandat durà poc, l'estiu mateix va decidir dimitir en protesta per la forta repressió de la Guàrdia Civil d'una vaga de la fàbrica Cros que resultà amb quatre morts i més de cinquanta ferits. Això originà mesos de buit de poder municipal que ocuparen els regidors de la Lliga Regionalista, assumint l'alcaldia interina Joaquim Pujol i Oliveras.
El 1923, després d'una inspecció a l'Ajuntament dirigit per Joaquim Pujol per diverses irregularitats, el consistori va ser suspès i va ser escollit novament alcalde Jaume Martí i Cabot, però que va durar poc en el càrrec perquè sis mesos després, el 13 de setembre, es va produir el cop d'estat de Primo de Rivera, que comportà la destitució de tots els ajuntaments. L'1 d'octubre fou la darrera sessió municipal de Martí i immediatament es formà un nou consistori a partir de vocals associats.
Posteriorment, milità a Esquerra Republicana de Catalunya i va ser soci del Centre Republicà Català de Badalona. Va estar present al consistori badaloní abans de l'esclat de la Guerra Civil. El 1934 va ser nomenat comissari d'ordre públic de la Generalitat de Catalunya a la comarca de Lleida. Es va exiliar a causa de la Guerra Civil Espanyola a França, i va estar residint amb la seva esposa i dues filles a Montpeller, a la mateixa casa on van estar vivint altres persones, com Josefina i Maria Macià i Lamarca, filles del president Francesc Macià. El Tribunal de Responsabilitats Polítiques va incoar expedient de responsabilitat en contra seva, i el 20 de maig de 1940 van imposar-li una sanció de pèrdua total dels béns, inhabilitació absoluta perpètua i exili perpetu del territori nacional.